# Stanisław Konarski

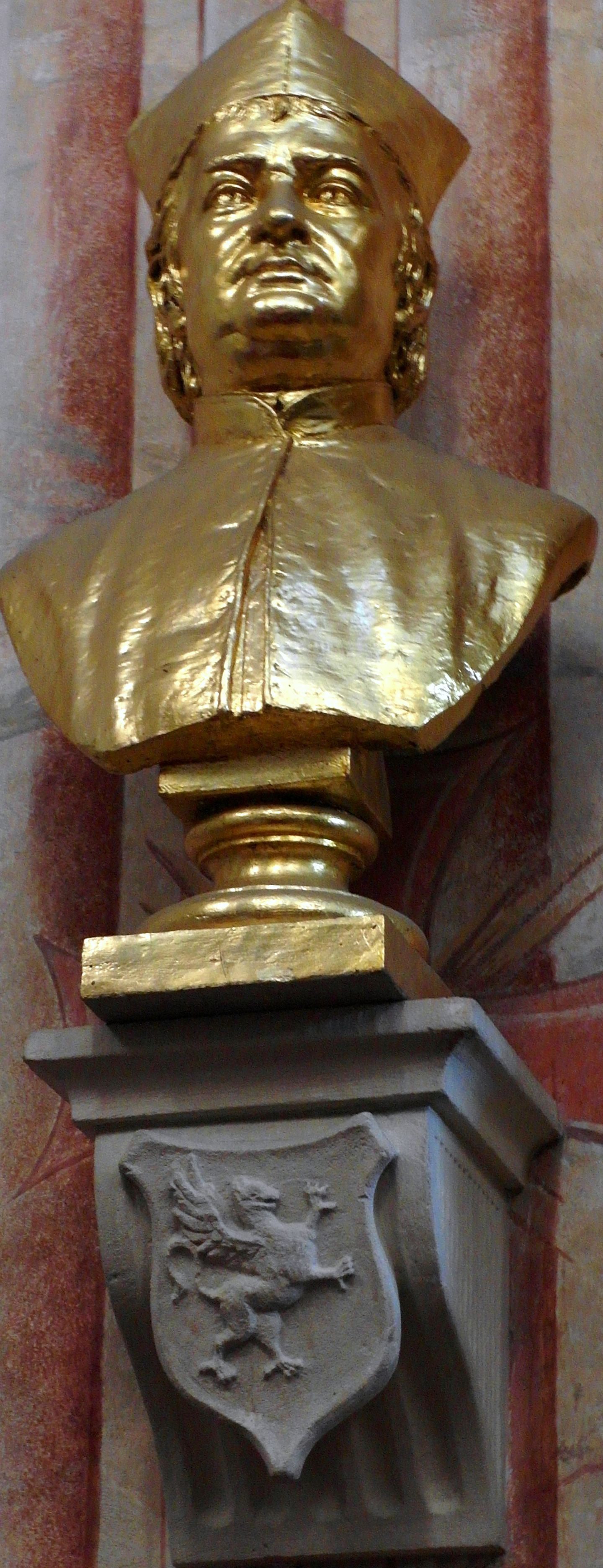
Popiersie ks. Stanisława Konarskiego w kościele klasztornym pijarów w Krakowie

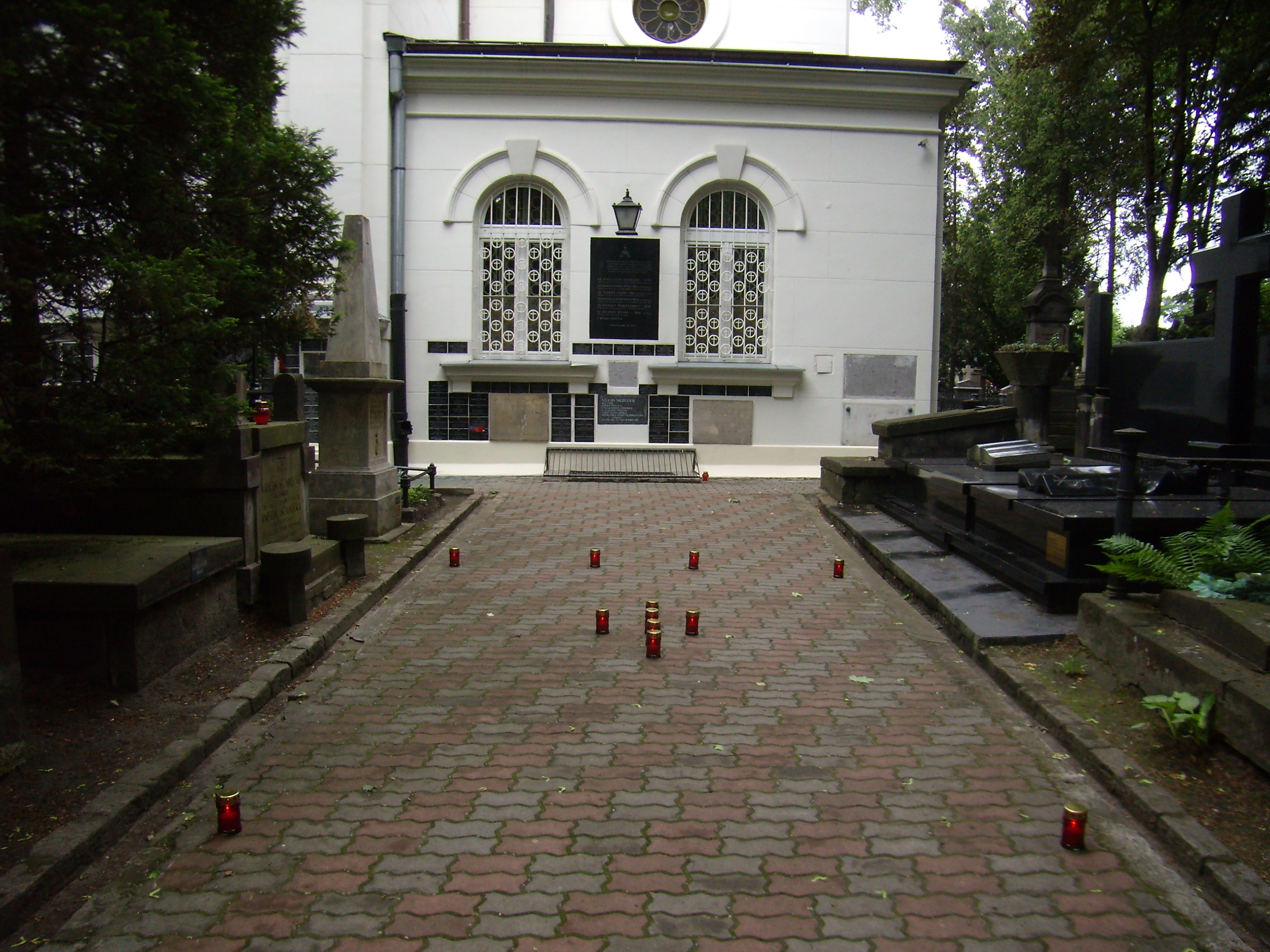
Grób Stanisława Konarskiego na cmentarzu Powązkowskim – alejka, pod którą znajduje się zbiorowa mogiła

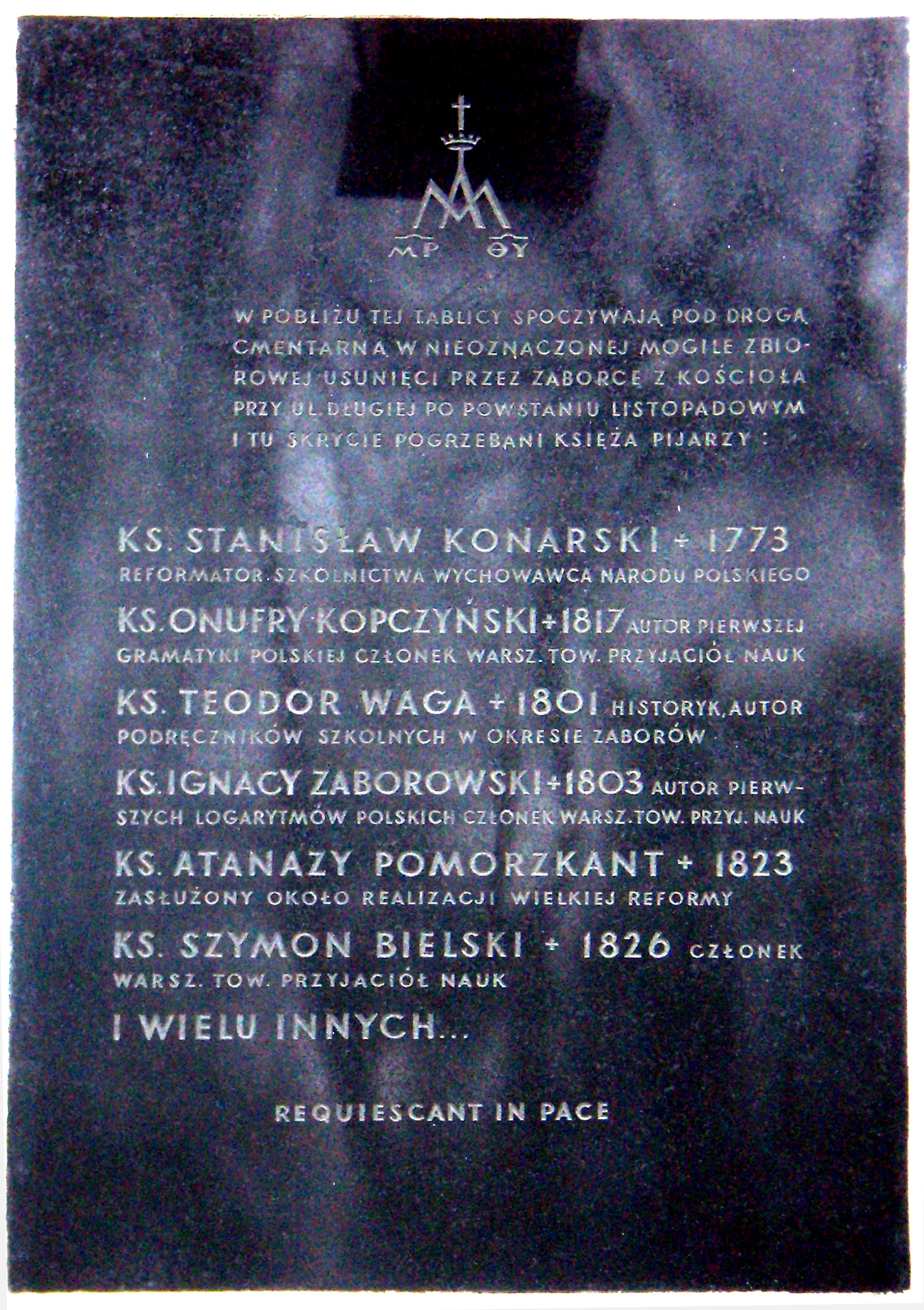
Tablica oznaczająca grób Stanisława Konarskiego w zbiorowej mogile, kościół św. Karola Boromeusza, cmentarz Powązkowski

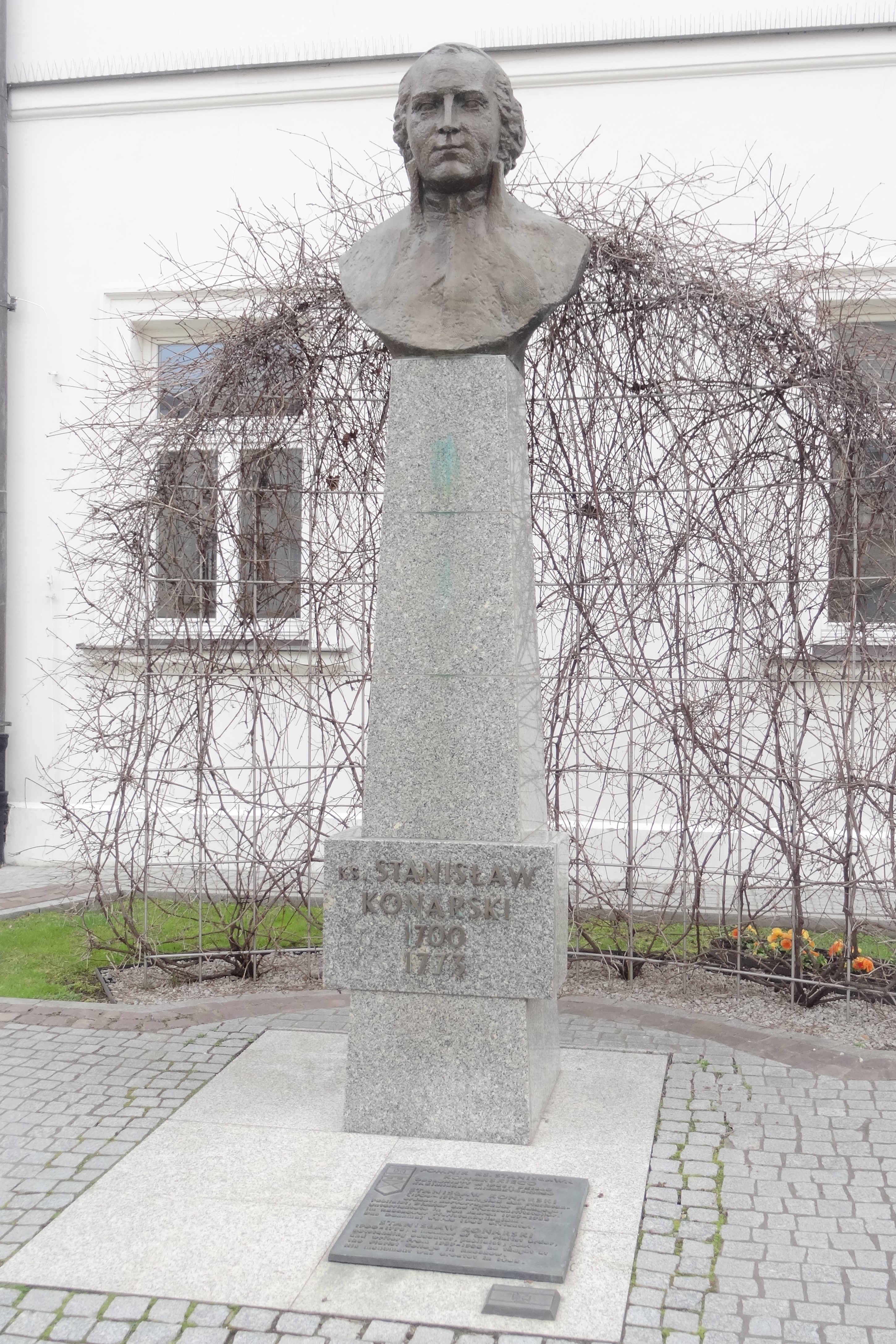
Pomnik Stanisława Konarskiego przed gmachem I Liceum Ogólnokształcącego im. St. Konarskiego w Rzeszowie

Hieronim Franciszek Konarski herbu Gryf, imię zakonne: Stanisław od świętego Wawrzyńca, ps. i krypt.: Anonym Polonus; J. W. A. J. K. W. K. B. O.; Nobilis Polonus, Iurium Patriorum peroptime gnarus; Pewien Ziemianin; Prywatnie rezydujący w Gdańsku; S. K. S. P.; Stanislaus a S. Laurentio Scholarum Piarum; Stanislaus Hieronymus a S. Laurentio Scholarum Piarum; X. Stanisław a S. Laurentio Scholarum Piarum (ur. 30 września 1700 w Żarczycach Dużych, zm. 3 sierpnia 1773 w Warszawie) – dramatopisarz, poeta, tłumacz, edytor, pedagog, publicysta, reformator szkolnictwa i założyciel Collegium Nobilium w roku 1740, pijar, nazywany patriarchą polskich pijarów, nauczyciel domowy.

## Życiorys
Pochodził ze szlacheckiej rodziny, jego matka – Helena z Czermińskich, blisko spokrewniona z możnym rodem Tarłów. Ojciec Jerzy piastował godność miecznika sandomierskiego, a później kasztelana zawichojskiego. Stanisław Konarski wcześnie stracił rodziców, po ich śmierci znalazł się pod opieką wuja Antoniego Czermińskiego, kasztelana zawichojskiego. W roku 1709 oddany został do kolegium pijarskiego w Piotrkowie, mieście trybunalskim. W roku 1715, po ukończeniu szkół, wstąpił do zakonu pijarów i rozpoczął nowicjat w Podolińcu, tak jak jego bracia: Stanisław (Antoni) i Władysław (Ignacy). W Podolińcu przez 7 lat związany był ze sławnym w całej Polsce, bardzo zasłużonym Kolegium Pijarów, specjalizował się w naukach humanistycznych, został nauczycielem składni i poezji, a także zajmował się pracą katechetyczną i filozofią. W 1722 – wysłany został przez władze zakonne do Warszawy jako nauczyciel retoryki w tamtejszym kolegium pijarskim. Było to dla młodego Konarskiego wspaniałą okazją do kształcenia wymowy, wygłaszania mów, oracji i okolicznościowych kazań. W tych latach powstały jego pierwsze dzieła – cykl wierszy do Matki Boskiej – silnie stylizowanych i wzorowanych na Macieju Kazimierzu Sarbiewskim, twór naśladownictwa szkolnego, jak sam kiedyś o nich powie. Stanisław Konarski odkrył wtedy czczość i bezwartościowość nauk, które pobierał.
Dzięki pomocy wuja Jana Tarły wyjechał do Italii. Ukończył rzymski uniwersytet Sapienza oraz pracował jako nauczyciel retoryki w Collegium Nasarenum, którego rektorem w owym czasie był Paolino Chellucci. Konarski studiował m.in. we Francji i w Niemczech. W 1732 z inspiracji Józefa Andrzeja Załuskiego rozpoczął pracę edytorską nad zbiorem konstytucji i praw sejmowych – Volumina Legum.
Po śmierci Augusta II popierał Leszczyńskiego i wydał kilka dzieł politycznych, posłował do Paryża zabiegając o poparcie dla Leszczyńskiego. Podróże do Francji dały możliwość zapoznania się z nowoczesnymi myślami o wychowaniu i nauczaniu. Poznawał dorobek francuskiego oświecenia, zajmował się ideami Locke’a i Rollina.
W roku 1740 założył w Warszawie Collegium Nobilium.

## Twórczość
W swoim 4-tomowym traktacie politycznym O skutecznym rad sposobie (1760-1763) przedstawił błędy ustrojowe i dał zarys reformy państwowej.
Głównie zajmował się rozważaniami etycznymi. Napisał Mowę o kształtowaniu człowieka uczciwego i prawego obywatela. Człowiek porządny to taki, który nie występuje przeciwko honorowi, nie oszukuje, dotrzymuje słowa i szanuje prawo. Jedyną gwarancją tego zachowania jest religia, która nakłania do dobrego i odstrasza od złego, przekształca grzeszną naturę człowieka skalaną grzechem pierworodnym.
Innym ważnym wyznacznikiem ludzkiego postępowania ma być zasada sprawiedliwości – reguła kantowskiego imperatywu. Duże znaczenie obowiązku wobec przodków, władców, przyjaciół, sług (skrupulatne opłacanie usług). Zdaniem Konarskiego należy dążyć do zdobycia jak największej liczby przyjaciół, bo kontakty towarzyskie oparte na cnocie, nie na wygodzie, w pewnym stopniu wychowują.
Interesujący jak na owe czasy był pogląd Konarskiego, iż wszyscy ludzie są równi.
Prawdziwe szlachectwo rozumiał jako kultywowanie cnoty, krytykował moralne wykroczenia szlachty – dumę, pychę, pieniactwo i pijaństwo. Za pierwszą cnotę w wychowaniu moralnym uważał posłuszeństwo (O skutecznym rad sposobie).
Stanisław Konarski postulował w szkolnictwie:
- nacisk na wiedzę praktyczną
- nauczanie przedmiotów przyrodniczych
- nauczanie języka narodowego
- odsunięcie na dalszy plan łaciny i retoryki
- odrzucenie pustej erudycji
- wprowadzenie zajęć manualnych i fizycznych
- postawę chrześcijańską
- duchowy rozwój ucznia

Jest także autorem Ordynacji wizytacji apostolskich, gdzie w części I znajduje się pierwszy zarys etyki zawodowej nauczyciela, a zagadnieniu wychowania podporządkowana jest m.in. retoryka i nauki szczegółowe. W 1771 roku został wyróżniony przez króla Stanisława Augusta Poniatowskiego medalem Sapere auso, czyli Temu, który odważył się być mądrym.

### Ważniejsze dzieła i utwory
1. Consul et pontifex... Petrus Comes a Tęczyn et Czekarzewice Tarło... In solemni ad insignem collegiatam Varsaviensem ingressu panegyrico Varsaviensis Scholarum Piarum Collegii Officio salutatus, Warszawa 1721
2. Anima consiliorum coelo recepta... Petrus Comes de Czekarzewice Tarło... In ipso generalium Regni comitiorum exitu, ecclesiam, patriam dioecesim nunquam satis dolendo obitu suo fumerans inter publicos statuum Regni luctus parentali stylo dioecesani Varsaviensis Schol. Piar. regii collegii comploratus, brak miejsca wydania 1722
3. Cor militantis Ecclesiae divinissimus Thomas Aquinas... e cathedra Ordinis Praedic. Major. Conv. Varsaviensis a Stanislao a S. Laurentio Scholarum Piarum ac oecumenica omnium gratitudine adoratus, Warszawa 1723
4. Angelus Posnaniensis Ecclesiae... Joannes comes de Czekarzewice Tarło, episcopus Posnaniensis praesuleas ad aras a devinctissimo pontificio nomini et honori dioecesano Varsoviensi Scol. Piarum. Colleg. panegiryco cultu adoratus, Warszawa 1723
5. Konstancja Słuszczanka hrabina Denhoffowa... Do kaplicy i grobu Denhoffowskiego z Warszawy do Częstochowy w asystencji serc żałosnych wyprowadzona. Roku Pańskiego 1723 dnia 7 października, brak miejsca i roku wydania
6. prawdopodobnie to samo ww. dzieło zapisano u Estreichera pt. Kazania na pogrzebie...
7. In numerum annorum Divinae Matris B. V. Mariae Elegiarum libri III. In gratiam vero eorum, qui ultra septuagesimum annum vitam Marianam extensam volunt: adiicitur septima decas lyrica, Warszawa 1724 (dedykowano J. J. Tarle)
8. Iter palatinis maiorum purpuris trabeatum innumeris Wielopolsciani senatus et colligatarum prosapiarum fascibus exornatum, instructo Vandalinorum pennis gentilitio Wielopolsciorum Sonipedi aub festiva hymenaei solennia... Caroli comitis in Pieskova Skała Wielopolski... Elisabethae Mniszchoviae comitissae in Magna Konczyce Mareschalcidis Regni apertum, assistente Regio Vladislaviani Scholarum Piarum Collegii homagio 1725
9. Iter palatinis..., Warszawa (około roku 1725)
10. Kazanie na pogrzebie... Józefa... Sapiehy miane w kościele Ichmciów XX. Misjonarzów w Warszawie die 28 Junii... r. 1732 w Warszawie, Warszawa (około roku 1732)
11. Rozmowa pewnego ziemianina z sąsiadem o teraźniejszych okolicznościach. Roku 1733 cz. 1-3 (Warszawa) 1733; inne wyd. (Lipsk) 1733; fragmenty wyd. zobacz Wydania zbiorowe poz. 3; poz. 4, t. 1 (autorstwo przypisywane było także J. Lipowskiemu)
12. Prawdziwe racje cudzoziemców oponujących się Stanisławowi (Leszczyńskiemu) i nad nimi krótkie refleksje, brak miejsca wydania 1733; autorstwo Konarskiego uzasadnił E. Rostworowski (W. Konopczyński: Polscy pisarze polityczni..., s. 89, przypis 11)
13. Epistolae familiares, sub tempus interregni cz. 1-2, brak miejsca wydania 1733 (S. Krzemiński i P. Chmielowski tytułują tę broszurę: Litterae familiares); przekł. polskie: Listy poufne podczas bezkrólewia r. 1733. (wybór), tłum. W. Konopczyński, wyd. zobacz Wydania zbiorowe poz. 3; (Wybór), tłum. W. Konopczyński, J. Nowak-Dłużewski, wyd. zobacz Wydania zbiorowe poz. 4, t. 1
14. Rezolucja teologiczna na przysięgę konfederacji generalnej warszawskiej 1733, brak miejsca wydania 1733 (autorstwo hipotetyczne)
15. Consona et conscientiosa circa imminentum, utinam concordem neo-eligendi unius probi, prudentis et probati Poloniarum regis inaugurationem animadversio, brak miejsca wydania (1733)
16. Contra spiritus Germanici scrpita anonyma Polonus, sub tempus interregni, brak miejsca wydania 1733
17. Opposita penes se posita magis elucescunt, brak miejsca wydania 1735
18. Respons od prywatnie rezydującego we Gdańsku na list korespondenta swego z Warszawy, brak miejsca wydania 1735; przekł. francuski: brak miejsca wydania 1735
19. Pismo na obronę nowo założonego kolegium pijarskiego, Wilno 1738
20. Sacrae purpurae gratulatio... Joanni... Cardinali Lipski, Warszawa (1738)
21. Na skrypt wydany pod tytułem: Academia Vilnensis etc. respons – dowodzący dwóch kategorii: pierwsza, dlaczego Akademia Wileńska przegrała swoją sprawę z XX. Scholarum Piarum w Rzymie przed Stolicą Św. Apostolską. Druga, kto wciągnął tę sprawę in forum ecclesiasticum. Z supliką ad clementiam et justitiam judicii i z przydatkiem sapientissimi consilii cardinalis Richelli ministri Galliae, Warszawa 1738
22. De emendandis eloquentiae vitiis liber I, Warszawa (1741); przekł. polski: O poprawie wad wymowy; fragmenty przeł. K. Górski w: Literatura polska cz. 2: Wypisy..., Lwów 1938; wybór przeł. J. Nowak-Dłużewski; wyd. zobacz Wydania zbiorowe poz. 4, t. 2, poz. 5; fragmenty przedr. Z. Florczak, L. Pszczołowska w: Ludzie Oświecenia o języku i stylu t. 1, Warszawa 1958
23. Grammatica ad usum iuventutis Scholarum Piarum, Warszawa 1741; wyd. następne: Warszawa 1742; Warszawa 1743; Warszawa 1748; Warszawa 1752; Warszawa 1756; Warszawa 1763; Warszawa 1776; Wilno 1797; przekł. polskie: Gramatyka łacińska..., Wilno 1759; wyd. następne: Warszawa 1772; Warszawa 1776; Warszawa 1786; Wilno 1799; Warszawa 1801; Warszawa 1804; Wilno 1805[4]; Wilno 1814; Warszawa 1817[5] (2 wydania); Wilno 1818; Kraków 1819; Wilno 1821; Berdyczów 1822; Połock 1825; Wilno 1826; wyd. przerobione Warszawa 1829
24. Oratio ad proceres Regni Poloniae, dum exstruendae convictus magni fabricae primus lapis poneretur, Warszawa 1743
25. Josepho Pr. Jabłonowski. Carmen (inc.: Pulchra quidem nuper...), wyd. w: J. A. Jabłonowski: Tabulae Jablonovianae..., cz. 1, Amsterdam 1743; przedr. w cz. 2, Norymberga 1748; Estreicher dość nieprecyzyjnie informuje, że publikacja ta zawiera: „28 wierszy łac. S. Konarskiego; w rzeczywistości jest tam jeden wiersz, zapisany wyżej, wiersz liczący 28 wersów
26. Desseins et plans du bâtiment du Collège pour la Noblesse... Planty fabryki Collegii Nobilium, Warszawa 1744 (tekst w języku francuskim i polskim)
27. Wiersz do J. W. Marianny z Gozdzkich hrabiny Werbno Pawłowskiej, brak miejsca wydania (1745)
28. Carmen in adventu... Stanislai I regis Poloniae... ad regiam Ludovici XV anno 1747, 20 Aprilis (Paryż) 1747; wyd. następne zobacz poz. 46; przekł. polskie: Przy wjeździe do Wersalu Stanisława Leszczyńskiego..., tłum. U. Szostowicz, wyd. zobacz Wydania zbiorowe poz. 1
29. Informacja o zupełnie odmienionym sposobie loterii erygowanej za przywilejem J. Kr. Mości Pana Naszego Miłościwego, datowanym w Dreźnie dnia 8 kwietnia roku 1748, brak miejsca wydania (1748), przedr. Warszawa 1918 (współautor: P. G. Baudouin)
30. Ordinationes visitationis Apostolicae... pro Provincia Polona... Scholarum Piarum pars 4-5 (Warszawa) 1753; pars 1-3 (Warszawa) 1754; według S. Kota druk ukończono w końcu roku 1755; (współautorzy: C. Komorowski, F. Mąkolski, A. Orłowski, A. Wiśniewski; największe partie pióra Konarskiego w cz. 5 – prawie cała oraz cz. 4 – większość; trzy rozdziały cz. 5 mają tekst polski); przekł. polski: F. Bizoń, fragmenty pt. Ustawy szkolne (Ordinationes), tłum. wstępu, § 2 i 3 (cz. 4), Sprawozdanie Gimnazjum Żeńskiego Z. Strzałkowej we Lwowie za rok szkolny 1910/11 i odb. (Lwów 1911) – całość z pewnymi opuszczeniami tłum. W. Germain, wyd. S. Kot pt. Ustawy szkolne, Kraków 1925, Biblioteka Polskich Pisarzy Pedagogicznych nr 1; przedruk fragm.: zobacz Wydania zbiorowe poz. 4, t. 2; Z. Florczak, L. Pszczołowska, jak wyżej poz. 22, t. 2; całość w tłumaczeniu skorygowanym przez M. Stokowską wyd. zobacz Wydania zbiorowe poz. 5 (pt. Ordynacje wizytacji apostolskiej dla polskiej prowincji szkół pobożnych)
31. De viro honesto et bono cive..., Warszawa 1954; przekł. polski: fragmenty tłum. F. Bizoń w: Historia wychowania ze źródeł czerpana, Lwów 1913, s. 176–185; całość pt. Mowa o kształtowaniu człowieka uczciwego i dobrego obywatela, tłum. J. Nowak-Dłużewski, zobacz Wydania zbiorowe poz. 4, t. 2; pt. Mowa, jak od wczesnej młodości wychowywać uczciwego człowieka i dobrego obywatela, tłum. I. Lichońska, zobacz Wydania zbiorowe poz. 5
32. Tragedia Epaminondy, wyst. Warszawa Collegium Nobilium Scholarum Piarum 1756, wyd. F. Nowakowski, Archiwum do Dziejów Literatury i Oświaty w Polsce t. 2 (1880) i odb.; fragmenty przedr. A. Lange w: Skarbiec poezji polskiej, Warszawa 1903; wyd. następne całości oprac. W. Kloss, Warszawa 1923; domniemane źródło: D. Gráff S. P.: De Epaminonda (sztuka wyst. w roku 1738 w kolegium pijarskim w Peszcie)
33. Rozmowa, na czym dobro i szczęście Rzeczypospolitej zaległo? W Warszawskim Kolegium Nobilium S. P. miana R. P. 1757, Warszawa brak roku wydania; wyd. następne: Rozmowa o uszczęśliwieniu własnej ojczyzny w A. Wiśniewski: Rozmowy w ciekawych i potrzebnych w filozoficznych i politycznych materiach... t. 1, Warszawa 1760; przedr. z wyd. 2 zobacz Wydania zbiorowe poz. 4, t. 2; przedr. z wyd. 1 zobacz Wydania zbiorowe poz. 5; zamykający Rozmowę... w wyd. 2 przekładu ody Horacjusza (6, l. 3): Przeciw zaniedbaniu religii i złym obyczajom w Rzymie, przedr. przez J. Nowaka-Dłużewskiego w Wydaniach zbiorowych poz. 4 – autorstwa P. Skaradkiewicza, nie Konarskiego
34. Dissertatio de principatu Curoniae et Semigalliae, Warszawa 1758
35. In verba Salomonis... Ad Durandum ministrum Galliae apud regem et Rempubl. Polonam. Ode, Warszawa 1759; wyd. następne zobacz poz. 46; przekł. polski: Do Duranda, posła francuskiego..., tłum. U. Szostowicz; wyd. zobacz Wydania zbiorowe poz. 4, t. 2
36. Mowa o kowiktach – na skrypt pt. Skarga ubogiej szlachty, odpowiadająca, Warszawa 1760; wyd. następne zobacz Wydania zbiorowe poz. 5 (autorstwo według W. Konopczyńskiego, J. Nowaka-Dłużewskiego i Ł. Kurdybachy; autorem formalnym, podpisanym krypt. Konarskiego J. W. A. J. K. W. K. B. O. jest jednak A. Jordan, uczeń Konarskiego)
37. O skutecznym rad sposobie, albo o utrzymaniu ordynaryjnych sejmów cz. 1-4, Warszawa 1760-1763; przedr. anastatyczny Warszawa 1923; fragmenty przedr. Monitor 1766, nr 88-89; wybór: zobacz Wydania zbiorowe poz. 3, poz. 4 t. 1; przekł. niemiecki (1762)
38. Projekt do skutecznego utrzymywania sejmów z obwarowaniem, aby chęć zysku, zawziętość, zemsta lub ambicja nie była sprężyną uknowania jakowej uchwały ku szkodzie dobra pospolitego, brak miejsca wydania (około roku 1762)
39. Ad comitem Aranda principem virum optimatemque Hispaniae... Ode., brak miejsca wydania 1762 (wyd. anonimowe); wyd. następne zobacz poz. 46; przekł. polski: Do Arandy, Kawalera Złotego Runa; tłum. U. Szostowicz; wyd. zobacz Wydania zbiorowe poz. 1
40. Uwagi szlachcica polskiego nad usposobieniem sąsiednich mocarstw względem naszych sejmów. Memoriał dla Paulmy’ego z 4 stycznia 1764, przeł. i wyd. L. Nabielak, Biblioteka Ossolineum 1865, t. 6; fragm. zobacz Wydania zbiorowe poz. 3
41. Réponse aux Rémonstrances des messieurs les dissidents présentées à la Diète de Convocation de l’année 1764, wyd. A. Theiner: Vetera monumenta Poloniae et Lithuaniae t. 4, Rzym 1864, s. 69–71
42. Stanislao Augusto... De sapiente rege. Ode., brak miejsca wydania 1764; wyd. następne zobacz poz. 46; przekł. polski: M. Eysymont: Oda o mądrym królu, Warszawa (1764) – W. Jakubowski: Oda o mądrym królu, brak miejsca wydania (1764) – O. Korotyński: Oda o mądrym królu, brak miejsca wydania (po roku 1764) – U. Szostowicz: O mądrym królu, wyd. zobacz Wydania zbiorowe poz. 1, przedr. zobacz Wydania zbiorowe poz. 4, t. 2; w Wydaniach zbiorowych poz. 1 przedr. wszystkich wymienionych wyżej przekładów wiersza
43. In solenni die inaugurationis... Stanislai Augusti regis Poloniae cum Corona regia libertatis colloquium, brak miejsca wydania (około roku 1764); wyd. następne zobacz poz. 46, 52; przekł. polski: W dzień koronacji... Stanisława Augusta... rozmowa Wolności z Koroną Królewską, tłum. U. Szostowicz; wyd. zobacz Wydania zbiorowe poz. 1; przedr. Wydania zbiorowe poz. 4, t. 2
44. Myśli na myśli, albo uwagi nad projektem pod tytułem: Myśli o niezawodnym utrzymaniu sejmów i liberi veto z projektami na konwokację roku 1764, Warszawa 1764 (przeciwko broszurze W. Rzewuskiego: Myśli o niezawodnym utrzymaniu sejmów... 1764, brak miejsca i roku wydania)
45. De inscriptione regii numismatis, suscepto sacro diademate sparsi... Oratio, Warszawa 1764
46. Opera lyrica (Warszawa) 1767, wyd. następne: „wyd. 3", wyd. E. Andraszek, Warszawa 1826 (tu także przedr. z poz. 52); zawartość: 23 ody, m.in.: poz. 28, 35, 39, 43; przekł. polski: zobacz Wydania zbiorowe poz. 1; wybór zobacz Wydania zbiorowe poz. 2, poz. 4, t. 2
47. De arte bene cogitandi ad artem dicendi bene necessaria cz. 1-3, Warszawa 1767 (w zamyśle autora stanowi ono ciąg dalszy poz. 22); przekł. polski: O sztuce dobrego myślenia, koniecznej do sztuki dobrej wymowy; wybór przeł. J. Nowak-Dłużewski; wyd. zobacz Wydania zbiorowe poz. 4, t. 2; fragmenty przedr. Z. Florczak, L. Pszczołowska, jak wyżej poz. 22; fragm. zobacz Wydania zbiorowe poz. 5
48. List pewnego Polaka do JW. Duranda ministra francuskiego, posłanego do dworu wiedeńskiego ku końcu roku 1770, z rękopisu polskiego z uwzględnieniem wersji francuskiej wyd. W. Konopczyński, zobacz Wydania zbiorowe poz. 3 (autorstwo według Konopczyńskiego)
49. O religii poczciwych ludzi, Warszawa 1769 (według Estreichera: 1770); wyd. następne Kraków 1887, Nowa Biblioteka Uniwersalna; wersja łacińska, zmieniona: De religione honesterum hominum, Warszawa 1771
50. Providentiae divinae evidens argumentum, consideratio historica de summo regis periculo 1771, 3 Novembris, brak miejsca i roku wydania; wersja polska: Boskiej Opatrzności dowód oczywisty, uwaga historyczna nad strasznym niebezpieczeństwem życia Najjaśniejszego Pana roku 1771, dnia 3 listopada, brak miejsca i roku wydania; fragm. zobacz Wydania zbiorowe poz. 3; autorstwo przypisywane powszechnie Konarskiemu za świadectwem J. D. Janockiego i S. Bielskiego; jednocześnie, za świadectwem S. Parczewskiego (Oraison funèbre de... S. Siestrzeńcewicz de Bohusz..., Petersburg 1827, s. 40) wersja łacińska figuruje w bibliografii pism Siestrzeńcewicza, z adresem wyd.: Wilno 1771
51. In nuptias Ignatii Potocki et Elisabethae Lubomirska 1772, wyd. zobacz poz. 52; wersja polska (autoprzekład): Na dzień szlubny JW Ignacego Potockiego... z... Elżbietą... Lubomirską... 1772, wyd. zobacz Wydania zbiorowe poz. 1; przedr. zobacz Wydania zbiorowe poz. 4, t. 2; przekł. polski: U. Szostowicz, wyd. zobacz Wydania zbiorowe poz. 1
52. Carmina posthuma, Warszawa 1778; wyd. następne: wyd. E. Andraszek, zobacz poz. 46 (tu m.in.: poz. 43, 51, Ważniejsze przekłady poz. 6); przekł. polski zobacz Wydania zbiorowe poz. 1; wybór zobacz Wydania zbiorowe poz. 2, poz. 4, t. 2.

### Broszury mylnie przypisywane Konarskiemu
1. Wolność polska, rozmową Polaka z Francuzem roztrząśniona, a przez kochającego wolność prawdziwą do druku podana, brak miejsca wydania (około roku 1730); wyd. następne: wyd. T. Wierzbowski, Warszawa 1904, Biblioteka Zapomnianych Poetów i Prozaików Polskich XVI-XVIII w. nr 21; autorstwo przypisywał Konarskiemu Estreicher; A. Brückner i G. Korbut przypisują je J. Lipskiemu; W. Konopczyński – A. S. Dembowskiemu; przedmowa pierwodruku podpisano krypt. U. W. P.
2. Zebranie racji i refleksji do skonwinkowania, że w teraźniejszym stanie osierociałej ojczyzny nic pożądańszego i dobru pospolitemu przyzwoitszego być nie może, jako Najjaśniejszego Stanisława obrać za króla polskiego. Do uwagi życzącym dobrze synom Ojczyzny podane, brak miejsca wydania 1733 (2 wydania); autorstwo Konarskiego uchylił E. Rostworowski, W. Konopczyński: Polscy pisarze polityczni..., s. 89, przypis 11
3. Refleksje przyjaciela do przyjaciela nad Przestrogą braterską, brak miejsca wydania (1733); przypisywana A. S. Dembowskiemu i J. Lipskiemu
4. O co najbardziej i najpierwej w edukacji starać się trzeba, wyd. w: A. Wiśniewski: Rozmowy w ciekawych i potrzebnych w filozoficznych i politycznych materiach t. 1, Warszawa 1760
5. List Imci Pana Wołłowicza... do Imci P. Mikulskiego, w broszurze: List ciekawy przeciw autorowi książki o utrzymywaniu sejmów, z responsem tak na ten list, jako na przyszłą książkę, która w nim jest obiecana i na podobneż insze zarzuty (Warszawa) 1762
6. Rozmowy dwóch kawalerów, katolika z dysydentem, o piśmie, które wyszło z napisem Wykład praw dysydenckich wiernie spisane r. 1767, brak miejsca wydania 1767
7. Suum cuique, brak miejsca wydania (1771?).

### Ważniejsze przekłady
1. P. Corneille: Otto. Tragedia, w Warszawie in Collegio Privato Nobilium... roku 1744 we dni zapustne reprezentowana, Warszawa (1744)
2. Voltaire: Zaira. Tragedia, wyst. Warszawa Collegium Nobilium Scholarum Piarum 1747 (tłum. Konarski i A. Orłowski)
3. Voltaire: Alzyra. Tragedia, wyst. Warszawa Collegium Nobilium Scholarum Piarum 1750 (tłum. Konarski i A. Orłowski)
4. J. Racine: Attalia. Tragedia, wyst. Warszawa Collegium Nobilium Scholarum Piarum 1751 (tłum. Konarski i A. Orłowski)
5. J. Racine: Esther. Tragedia (tłum. Konarski i A. Orłowski)
6. I. Krasicki (według L. Bernackiego): Sermo de virtute, Monitor 1766, nr 105; wyd. następne zobacz Ważniejsze dzieła i utwory poz. 52; w Wydaniu zbiorowym poz. 1 przedr. oryginał polski z „przydatkiem” U. Szostowicza.

Przypisywany przez J. A. Załuskiego autorstwu Konarskiego i Orłowskiego przekład tragedii P. Corneille’a Polyeucte – według źródeł pijarskich sporządził A. Ożga.

### Wydania zbiorowe
1. Wiersze wszystkie, z łacińskich na polskie przełożone, Warszawa 1778; pierwodruk niektórych przekładów ogł. Monitor 1775, nr 101 i Zabawy Przyjemne i Pożyteczne 1777, t. 15, cz. 2; niektóre przedr.: A. Lange: Skarbiec poezji polskiej, Warszawa 1903; zobacz poz. 4, t. 2; zawartość: Ważniejsze dzieła i utwory poz. 46, 52; Ważniejsze przekłady poz. 6; ponadto wiersz dedyk. U. Szostowicza do Stanisława Augusta; Życie S. Konarskiego... przez W. Jakubowskiego: 3 wiersze na śmierć Konarskiego (Jakubowskiego, J. Koblańskiego, F. D. Kniaźnina); tłumacze: U. Szostowicz (najwięcej przekładów), J. Jakliński, S. Rymaszewski, A. W. Rzewuski, W. Jakubowski, P. Skaradkiewicz, M. Eysymont, T. Nowaczyński, F. D. Kniaźnin, O. Korotyński, S. Konarski, I. Minasowicz
2. Wybrane ody..., tłum. B. Butrymowicz, Sprawozdanie Dyrektora C. K. Gimnazjum Św. Jacka w Krakowie 1902
3. Wybór pism politycznych, oprac. W. Konopczyński, Kraków (1921), Biblioteka Narodowa seria I, nr 35
4. Pisma wybrane, oprac. J. Nowak-Dłużewski; wstęp: Z. Libera, t. 1-2 (Warszawa 1955)
5. Pisma pedagogiczne, wyd. 1; przekł. z łaciny W. Germain, I. Lichońska, M. Stokowska; red. B. Suchodolski; wstęp i objaśnienia: Ł. Kurdybacha, Wrocław 1959, PAN. Biblioteka Klasyków Pedagogiki zawartość: m.in.: Ważniejsze dzieła i utwory poz. 30-31, 33, 36.

### Prace edytorskie
1. Summarium Privilegiorum, Decretorum, Testimoniorum etc. concernentium fundationem Vilnensem Scholarum Piarum (Wilno 1730), wyd. bezimienne
2. (Volumina legum). Leges, statuta, constitutiones, privilegia Regni Poloniae, Magni Ducatus Lithuaniae, omniumque provinciarum annexarum a Comitiis Visliciae anno 1347 celebratis usque ad ultima Regni Comitia t. 1 (Warszawa) 1732; t. 2: Prawa, przywileje, konstytucje Królestwa Polskiego i W. X. Litewskiego i wszystkich prowincji należących, Warszawa 1733; według Estreichera i S. Krzemińskiego, Konarski redagował tylko 2 tomy; t. 1 poprzedził rozprawą: Ad lectorem (Praefatio de legibus)
3. C. C. Sallustius: Opera omnia. In usum iuventutis scholasticae, Warszawa 1759

### Listy i materiały
1. 99 listów z lat 1732–1772, m.in. do: J. Gozdzkiego, J. J. Tarły, J. A. Jabłonowskiego, U. Radziwiłła, J. K. Branickiego,L. Konarskiego; wyd. W. Konopczyński: S. Konarski, Warszawa (Kraków) 1926; z rękopisów Biblioteki Czartoryskich, Biblioteki Jagiellońskiej, Biblioteki Krasińskich, Ossolineum, Archiwum Głównego Pijarów w Rzymie, zbiorów Mieleszko-Maliszkiewiczów, K. Podwysockiego i in.
2. 77 listów z lat 1733–1771, tu: 53 listy do kurii pijarskiej w Rzymie z lat 1748–1771 i 24 listy do adresatów polskich, m.in.: J. A. Załuskiego, W. Rzewuskiego, J. D. Janockiego, J. A. Jabłonowskiego, U. Radziwiłła; wyd. J. Nowak-Dłużewski: Listy Stanisława Konarskiego 1733-1771, Warszawa 1962; z rękopisów Archiwum Głównego Pijarów w Rzymie, Archiwum Pijarów w Krakowie, Biblioteki Narodowej, Biblioteki Czartoryskich, Archiwum Głównego Akt Dawnych, Wojewódzkiego Archiwum Państwowego w Krakowie
3. Korespondencja z J. Tarłą z lat 1738–1746 (51 listów), wyd. H. Biegeleisen, Przewodnik Naukowy i Literacki 1883; z rękopisu Biblioteki Jagiellońskiej, sygn. 3612/II
4. 5 listów do Ł. Rosołowskiego i T. Tymińskiego; w polskim niepełnym przekładzie wyd. H. Biegeleisen, S. Konarski w procesie jezuitów z pijarami, Muzeum 1896; pełny łaciński tekst tych listów wyd. W. Konopczyński poz. 1; z rękopisu Biblioteki Jagiellońskiej, sygn. 4201
5. Do A. Rogalińskiego z 15 sierpnia 1759, ogł. W. Wisłocki, Kłosy 1877, t. 2, nr 636
6. Do J. M. Lubomirskiego z roku 1764, wyd. T. Wierzbowski w: Materiały do dziejów piśmiennictwa polskiego t. 2, Warszawa 1904
7. Od Stanisława Augusta z 20 maja 1766, rękopis: Ossolineum, sygn. 1405/II
8. S. Biegański: Konarsciana. Zbiór dokumentów odnoszących się do życia i działalności S. Konarskiego zeszyt 1, Mikołów 1897.

Bibliografię twórczości Konarskiego podają: S. Biegański: Poczet prac ks. S. Konarskiego S. P. (Mikołów) 1896; T. Viñas: Index bio-bibliographicus CC. RR. PP. Matris Dei Scholarum Piarum... t. 1, Rzym 1908, s. 372–382; W. Konopczyński: Bibliografia pism Konarskiego i o Konarskim, wyd. w Wydaniach zbiorowych poz. 3; J. Nowak-Dłużewski: Bibliografia prac S. Konarskiego w: S. Konarski, Warszawa 1951.

## Upamiętnienie
Pochowany w kościele o.o. pijarów przy ul. Długiej w Warszawie. Prochy Stanisława Konarskiego i innych pijarów zostały po powstaniu listopadowym usunięte przez Rosjan z kościoła przy ul. Długiej w Warszawie, gdy rosyjskie władze zaborcze przekazały kościół Rosyjskiej Cerkwi Prawosławnej, skrycie pochowany w bliżej nieznanym miejscu, w zbiorowej, nieoznaczonej mogile pod alejką między kwaterami 7 i 9 na cmentarzu Powązkowskim (miejsce mogiły wskazuje tablica z napisem: „w pobliżu tej tablicy spoczywają pod drogą cmentarną w nieoznakowanej mogile zbiorowej usunięci przez zaborcę z kościoła przy ul. Długiej po Powstaniu Listopadowym i tu skrycie pogrzebani księża pijarzy:... ks. Stanisław Konarski +1773 reformator szkolnictwa, wychowawca narodu polskiego ... I wielu innych... Requiescant in pace” wmurowana z inicjatywy o. Innocentego Buby – zob. zdjęcie) w ścianę zakrystii kościoła pw. św. Karola Boromeusza na cmentarzu katolickim na Powązkach.
Ignacy Krasicki napisał epitafium Konarskiemu (pisownia oryginalna): 

Ten co pierwsze zdziczałe ciął gałęzie wzniosłe,
I śmiał ścieszki odkrywać wiekami zarosłe:
Co nauki, co miłość kraiu wzniósł i krzepił,
W cieniu laurów spoczywa, które sam zaszczepił

Upamiętniony nazwami ulic w Polsce i w Wilnie na Litwie (ulice Stanisława Konarskiego).
14 października 2022 roku Stanisław Konarski został patronem Szkoły Podstawowej w Pławnie (gmina Gidle, Województwo Łódzkie)
Patronuje on także Zespołowi Szkół nr 1 w Jędrzejowie, X Liceum Ogólnokształcącemu w Radomiu, XLIV Liceum Ogólnokształcącemu w Krakowie, Liceum Ogólnokształcącemu w Oświęcimiu, Szkole Podstawowej nr 1 w Lublinie, Szkole Podstawowej i Liceum Ogólnokształcącemu Zakonu Pijarów w Krakowie, Szkole Podstawowej w Raciążu, Szkole Podstawowej w Wielkiej Wsi, Szkole Podstawowej w Starej Wsi, Szkole Podstawowej w Żarczycach Dużych, Szkole Podstawowej nr 2 w Tarnowie, Szkole Podstawowej w Milejowie, Niepublicznej Szkole Podstawowej i Liceum w Ostrowcu Świętokrzyskim, I Liceum Ogólnokształcącemu w Mielcu, I Liceum Ogólnokształcącemu w Zambrowie, I Zespołowi Ogólnokształcących Szkół Społecznych w Katowicach, Zespołowi Szkół Zawodowych w Opolu Lubelskim, Zespołowi Szkół w Skierniewicach, Zespołowi Szkół nr 2 w Bochni, Zespołowi Szkół nr 2 we Wronkach,Szkole Podstawowej nr 1 w Kole, Szkole Podstawowej nr 21 w Częstochowie oraz Szkole Podstawowej nr 8 w Jaśle.
W dniach 4–5 października 2023 roku w Warszawie została zorganizowana Międzynarodowa konferencja poświęcona ks. Stanisławowi Konarskiemu w 250. rocznicę śmierci. Uroczysta sesja rozpoczynająca wydarzenie miała miejsce w Teatrze Collegium Nobilium w Akademii Teatralnej, natomiast obrady odbyły się w Pałacu Staszica. Podczas konferencji wystawiono sztukę napisaną przez Stanisława Konarskiego pt. „Epaminondas” w wykonaniu Teatru Klasyki Polskiej. To historia o starożytnym tebańskim wodzu, zmuszonym dla ratowania ojczyzny do podjęcia działań heroicznych, ale niezgodnych z obowiązującym prawem, wykorzystana została przez pijarskiego dramatopisarza do podkreślenia przewagi dobra wspólnego nad partykularnymi przywilejami, chociażby i usankcjonowanymi przez ustawodawstwo. Inscenizacja w reżyserii Jarosława Gajewskiego została przygotowywana w tym samym miejscu, w którym pokazywano premierę. Po 264 latach tragedia Konarskiego wróciła do Teatru Collegium Nobilium. Konferencja zorganizowana została przez Instytut Historii Uniwersytetu Marii Curie-Skłodowskiej w Lublinie, Instytut Badań Literackich Polskiej Akademii Nauk oraz Polską Prowincję Zakonu Pijarów.

## Opracowania monograficzne
- W. Konopczyński: S. Konarski, Warszawa (Kraków) 1926
- W. J. Rose: Stanislas Konarski. Reformer of Education in XVIIIth Century Poland, Londyn 1929
- J. Kurdybacha: Działalność pedagogiczna S. Konarskiego, Wrocław 1957, Monografie z Dziejów Oświaty nr 1.